# چبریان داتان
چبریان داتان (به انگلیسی: Chabrian Dattan) یک منطقهٔ مسکونی در پاکستان است که در کشمیر آزاد واقع شده‌است.